# Peking Főpályaudvar

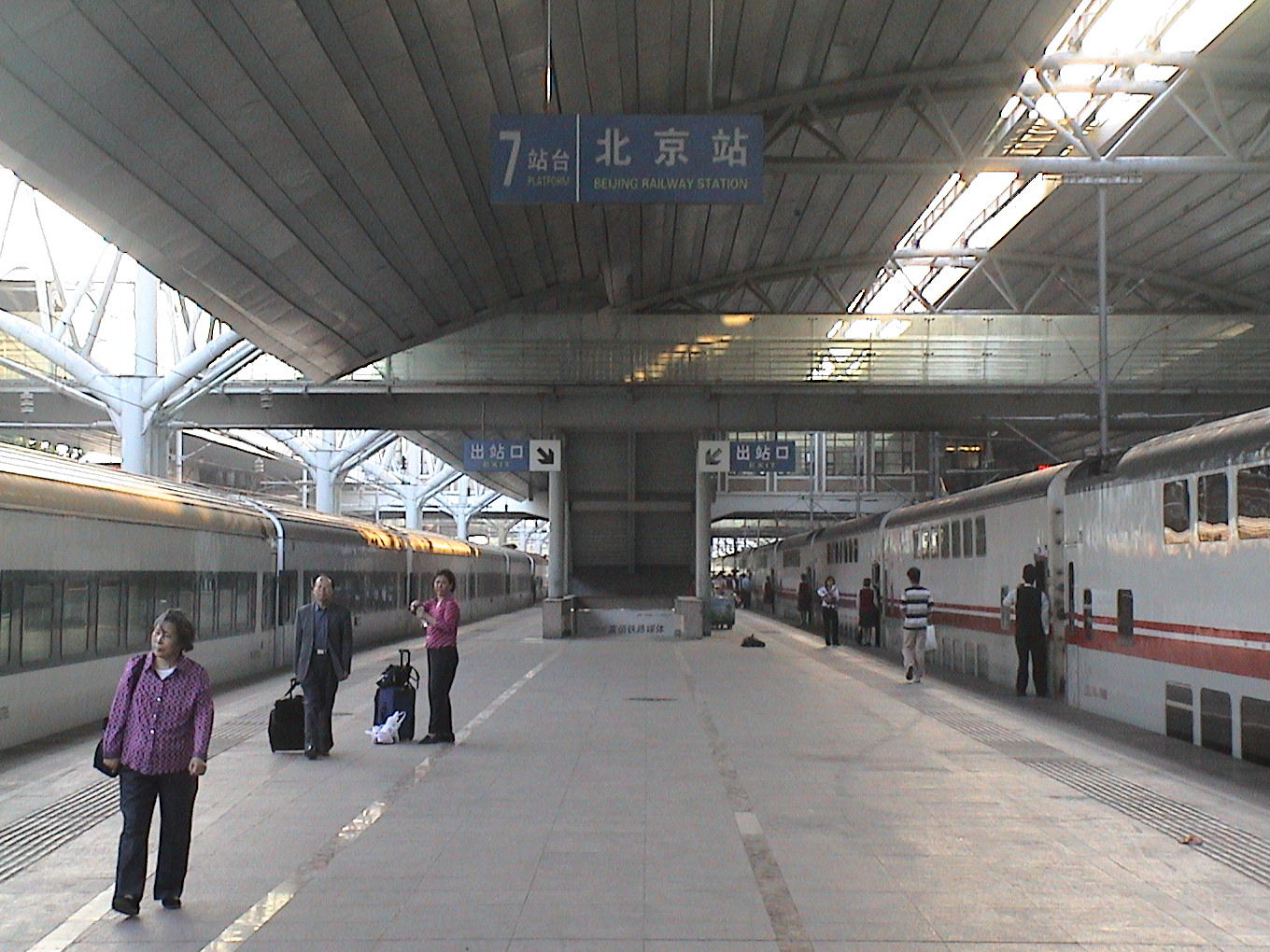
A 7. vágány (2006. május)

A Peking Főpályaudvar () egy vasúti fejpályaudvar Pekingben, mely az 50-es években nyílt meg. Külalakja tükrözi az akkori építészeti stílust.
Az állomás forgalma 1996-ban némileg a Peking Nyugati pályaudvar megnyitásakor csökkent. Az állomás számos távolsági vonatot fogad északról és délről.

## Vasútvonalak
Az állomást az alábbi vasútvonalak érintik:
- Peking–Harbin-vasútvonal
- Peking–Sanghaj-vasútvonal
- Pekingi föld alatti várost keresztező vasútvonal
- Sub-Central line

## Kapcsolódó állomások
A vasútállomáshoz az alábbi állomások vannak a legközelebb:
- Peking Keleti pályaudvar (Harbin railway station, Peking–Harbin-vasútvonal)
- Peking Déli pályaudvar (Sanghaj pályaudvar, Peking–Sanghaj-vasútvonal)
- Peking Nyugati pályaudvar (Peking Nyugati pályaudvar, Pekingi föld alatti várost keresztező vasútvonal)
- Peking Nyugati pályaudvar (Yamenkou East Railway Station, Sub-Central line)
- Peking Keleti pályaudvar (Qiaozhuangdong Railway Station, Sub-Central line)